# Rolf Danneberg
Rolf Danneberg (Hamburgo, 1 de março de 1953) é um ex-atleta alemão, campeão olímpico do lançamento de disco.
Representando a Alemanha Ocidental, ele conquistou a medalha de ouro da prova nos Jogos Olímpicos de Los Angeles em 1984, com a marca de 66,60 m. Nos Jogos seguintes, Seul 1988, conquistou a medalha de bronze na mesma prova.
Sua melhor marca pessoal é de 67,60m conquistada em Berlim, em maio de 1987. Após o fim da carreira, passou a trabalhar como treinador de atletismo.